# エウトン・ブランチ・アレイショ・レイチ
エウトン・レイチ（Helton Leite）ことエウトン・ブランチ・アレイショ・レイチ（ポルトガル語: Helton Brant Aleixo Leite、1990年11月2日 - ）は、ブラジルのサッカー選手。ポジションはGK。セグンダ・ディビシオン・デポルティーボ・ラ・コルーニャ所属。

## クラブ歴
ベロオリゾンテに生まれ、アメリカ・ミネイロの下部組織でサッカーを始めた。その後、アトレチコ・ミネイロ、ゴイアスEC、グレミオFBPAと移ったが、トップチーム昇格はならなかった。
2011年にJ・マルセーリ・フチボウに加入し、5月1日にカンピオナート・パラナエンセで出場し選手初出場となった。同年にカンピオナート・ブラジレイロ・セリエBのボアECに移籍したが出場機会は無かった。
2012年1月19日にイパチンガFCに移籍。8月7日のカンピオナート・ブラジレイロ・セリエBで初出場を記録し、プロ初出場となった。
2013年1月8日にカンピオナート・ブラジレイロ・セリエAのクリシューマECに移籍。7月31日に全国1部初出場となった。
2014年1月7日に同じくカンピオナート・ブラジレイロ・セリエAのボタフォゴFRに移籍。当初はジェフェルソン、ヘナンに次ぐ第3ゴールキーパーであったが、2016年に後者が移籍し前者が負傷した事で、シドンに次ぐ控えゴールキーパーとなった。翌年もシドンに代わってガティート・フェルナンデスが加入したために控えゴールキーパーであった。そのため12月14日にADサンカエターノへの期限付き移籍が決まった
2018年6月12日、ポルトガル・プリメイラ・リーガのボアヴィスタFCに移籍。2020年の1月と2月には月間最優秀ゴールキーパーに輝いた。
2020年8月8日、同じくプリメイラ・リーガのSLベンフィカに5年契約で完全移籍した。
2023年1月20日、ドウカン・シニク、エルダル・ラキプに次ぐ3人目の補強選手としてスュペル・リグのアンタルヤスポルに1年半の契約で移籍した。
2024年8月12日、デポルティーボ・ラ・コルーニャに移籍した。

## 私生活
父のジョアン・レイチもブラジル代表のサッカー選手。